# تشارلز جونسون (لاعب كرة قاعدة أمريكي)
تشارلز جونسون (بالإنجليزية: Charles Johnson)‏ هو لاعب كرة قاعدة أمريكي، ولد في 7 أغسطس 1909، وتوفي في 17 يونيو 2006 بسبب سرطان البروستاتا.